# Storm van 's Gravesande

Familiewapen van Storm van 's Gravensande

Storm van 's Gravesande is een uit 's-Gravenzande afkomstig geslacht waarvan leden sinds 1831 tot de Nederlandse adel behoren.

## Geschiedenis
De stamreeks begint met Huyg Cornelisz die in 1494 schepen en in 1502 burgemeester van 's-Gravenzande was. Zijn zoon, die voor 15 januari 1544 overleed, noemde zich Hendrick Hugensz Storm en vestigde zich te Delft. Een zoon van de laatste, Dirk Hendricksz (†1579) wordt soms aangeduid met de toenaam van 's Gravesande en werd veertigraad en schepen van Delft. Nageslacht van die laatste noemden zich steeds van 's Gravesande, en vanaf de 18e eeuw voerden nazaten de naam Storm van 's Gravesande. Bij Koninklijk Besluit van 7 juni 1831 werd het eerste lid van de familie verheven in de Nederlandse adel; verheffingen vonden plaats tot en met 28 november 1843 maar enkele vervielen wegens niet lichten.

## Enkele telgen
- Laurens Storm van 's Gravesande (1704-1775), gouverneur van Demerary en Essequibo (Guyana)
- Jhr. Nicolaas Jeremias Storm van 's Gravesande (1788-1860), letterkundige
- Cornelis Gerard Storm van 's Gravesande (geboren 1779 in Deventer), plantagehouder van koffieplantage De Onderneeming in Demerary.[1]
- Jhr. Carel Marius Storm van 's Gravesande (1809-1880), lid van de Tweede Kamer
- Adolf Willem Storm van 's Gravesande (1817-1893), burgemeester van Lonneker
- Jhr. Jacob Jan Julius Storm van 's Gravesande (1824-1900), kunstschilder en beeldhouwer
- Jhr. Carel Nicolaas Storm van 's Gravesande (1841-1924), kunstschilder
- Jhr. Jean Louis Storm van 's Gravesande (1861-1931), kunstschilder
- Jhr. Henri Willem Storm van 's Gravesande (1865-1947), generaal-majoor
- Jhr. Bertram Storm van 's Gravesande (1873-1959), burgemeester van Bleiswijk en van Wassenaar
- Jhr. Jan Jacob Storm van 's Gravesande (1919-1942), Engelandvaarder